# Xylosteon pyrenaicum
Xylosteon pyrenaicum là một loài thực vật có hoa trong họ Kim ngân. Loài này được (L.) Dum. Cours. miêu tả khoa học đầu tiên năm 1811.